# Annona havanensis
Annona havanensis är en kirimojaväxtart som beskrevs av Robert Elias Fries. Annona havanensis ingår i släktet annonor, och familjen kirimojaväxter. Inga underarter finns listade i Catalogue of Life.